# Siagonodon borrichianus
Siagonodon borrichianus là một loài rắn trong họ Leptotyphlopidae. Loài này được Degerbøl mô tả khoa học đầu tiên năm 1923.